# René Clermont
René Clermont est un acteur et metteur en scène français, né le 14 novembre 1921 à Dakar (Sénégal) et mort le 24 octobre 1994 dans le 14e arrondissement de Paris.

## Biographie
René Clermont a notamment été metteur en scène du groupe Les Théophiliens fondé par Gustave Cohen. 

## Théâtre

### En tant que comédien
- 1933 : Trois pour 100 de Roger-Ferdinand, mise en scène Gabriel Signoret, théâtre Antoine : Barbouin
- 1944 : Hyménée de Nicolas Gogol, mise en scène Pierre Valde, théâtre du Vieux-Colombier
- 1947 : La terre est ronde d'Armand Salacrou, mise en scène Charles Dullin, théâtre Sarah-Bernhardt : Giacomo
- 1949 : La Perle de la Canebière d'Eugène Labiche et Marc-Michel, mise en scène André Barsacq, théâtre de l'Atelier
- 1949 : Robinson de Jules Supervielle, théâtre de verdure de Charbonnières-les-Bains : Robinson
- 1949 : Nuit des hommes de Jean Bernard-Luc, mise en scène André Barsacq, théâtre de l'Atelier : Antoine
- 1950 : Le Bal des voleurs de Jean Anouilh, mise en scène André Barsacq, théâtre de l'Atelier : Dupont-Dufort fils
- 1950 : L'Enterrement de Henry Monnier, mise en scène André Barsacq, théâtre de l'Atelier :  M. Meslin / M. Philibert / M. Poissy / M. Prêcheur / M. Moutardier
- 1951 : Danse sans musique de Henri Charles Richard et Albert Gray d'après Peter Cheyney, mise en scène René Clermont, théâtre des Noctambules : John Episton Pell
- 1953 : Ion de Bernard Zimmer d'après Euripide, mise en scène Henri Soubeyran, Théâtre antique de Vaison-la-Romaine : Nicias
- 1955 : Zamore de Georges Neveux, mise en scène Henri Soubeyran, théâtre Édouard VII : l'avocat
- 1955 : Le Système deux de Georges Neveux, mise en scène René Clermont, théâtre Édouard VII : Henri Charlemagne 2
- 1956 : Le Capitaine Fanfaron de Bernard Zimmer d'après Plaute, mise en scène Henri Soubeyran, théâtre des Mathurins : Palestrion
- 1960 : Le Balcon de Jean Genet, mise en scène Peter Brook, théâtre du Gymnase : le général
- 1960 : La Voleuse de Londres de Georges Neveux, mise en scène Raymond Gérôme, théâtre du Gymnase : Teddy
- 1961 : Coralie et Compagnie de Maurice Hennequin et Albin Valabrègue, mise en scène Jean Le Poulain, théâtre Sarah-Bernhardt : Étienne
- 1961 : William Conrad de Pierre Boulle, mise en scène André Charpak, théâtre Récamier : Wallace Goodfellow
- 1962 : Lieutenant Tenant de Pierre Gripari, mise en scène Jean-Paul Cisife, théâtre de la Gaîté-Montparnasse : Popov
- 1963 : La dame ne brûlera pas de Christopher Fry, mise en scène Pierre Franck, théâtre de l'Œuvre : le chapelain
- 1964 : Sainte Jeanne de George Bernard Shaw, mise en scène Pierre Franck, théâtre Montparnasse : Charles VII
- 1965 : Le Hasard du coin du feu de Crébillon fils, mise en scène Jean Vilar, théâtre de l'Athénée : Crébillon
- 1966 : La Fin du monde de Sacha Guitry, mise en scène Jean-Pierre Delage, théâtre de la Madeleine : Mgr Le Landier
- 1967 : Chaud et Froid de Fernand Crommelynck, mise en scène Pierre Franck, théâtre de l'Œuvre : le maire
- 1967 : Interdit au public de Jean Marsan, mise en scène Jean Le Poulain, théâtre Saint-Georges : Robert Guise
- 1970 : Un piano dans l'herbe de Françoise Sagan, mise en scène André Barsacq, théâtre de l'Atelier : Edmond
- 1973 : Les Quatre Vérités de Marcel Aymé, mise en scène René Clermont, théâtre des Variétés
- 1973 : Jean de La Fontaine de Sacha Guitry, mise en scène René Clermont, théâtre Montparnasse : M. Jannart
- 1974 : La Polka de Patrick Modiano, mise en scène Jacques Mauclair, théâtre du Gymnase : Evrard Van Caulaert
- 1978 : Miam-miam ou le Dîner d'affaires de Jacques Deval, mise en scène Jean Le Poulain, théâtre Marigny : le père Tourane
- 1978 : Nina d'André Roussin, mise en scène Jean-Laurent Cochet, théâtre des Célestins, tournée Herbert-Karsenty

### En tant que metteur en scène
- 1951 : Danse sans musique de Henri Charles Richard et Albert Gray d'après Peter Cheyney, théâtre des Noctambules
- 1951 : La liberté est un dimanche de Pol Quentin, théâtre Hébertot
- 1955 : Le Système deux de Georges Neveux, théâtre Édouard VII
- 1959 : Mon ange de Solange Térac, Comédie-Wagram
- 1971 : L'Apollon de Bellac de Jean Giraudoux
- 1973 : Une rose au petit déjeuner de Pierre Barillet et Jean-Pierre Grédy, théâtre des Bouffes-Parisiens
- 1973 : Jean de La Fontaine de Sacha Guitry, théâtre Montparnasse
- 1973 : Les Quatre Vérités de Marcel Aymé, théâtre des Variétés
- 1973 : La Situation est grave mais pas désespérée signé du pseudonyme collectif de Pierre Germont (Michel Cousin et René Havard). Théâtre Daunou[1]
- 1974 : Les Aventures de Tom Jones de Jean Marsan et Jacques Debronckart d'après Henry Fielding, théâtre de Paris
- 1975 : La Libellule de Aldo Nicolaï, théâtre des Nouveautés
- 1975 : La Balance de Claude Reichman, théâtre Fontaine
- 1976 : La Frousse de Julien Vartet, studio des Champs-Elysées
- 1981 : Le Charimari de Pierrette Bruno, théâtre Saint-Georges
- 1982 : Azaïs de Georges Berr et Louis Verneuil, Eldorado
- 1983 : Folle Amanda de Barillet et Grédy, réalisation Bernard Lion, avec Line Renaud, Théâtre des Nouveautés
- 1984 : Treize à table de Marc-Gilbert Sauvajon, théâtre Édouard VII
- 1985 : La Berlue de Jean-Jacques Bricaire et Maurice Lasaygues, Petit Marigny puis tournée Herbert-Karsenty
- 1986 : Gog et Magog de Roger McDougall et Ted Allan, tournée Herbert-Karsenty
- 1987 : La Menteuse de Jean-Jacques Bricaire et Maurice Lasaygues, théâtre Marigny
- 1992 : George et Margaret de Marc-Gilbert Sauvajon et Jean Wall, théâtre des Bouffes-Parisiens

## Filmographie

### Cinéma
- 1945 : Les Cadets de l'océan de Jean Dréville
- 1945 : Les Démons de l'aube d'Yves Allégret
- 1948 : Docteur Laennec de Maurice Cloche
- 1950 : La Belle Image de Claude Heymann
- 1951 : Sans laisser d'adresse de Jean-Paul Le Chanois
- 1951 : Le Crime du Bouif d'André Cerf
- 1952 : Adieu Paris de Claude Heymann
- 1952 : La Forêt de l'adieu de Ralph Habib
- 1953 : Puccini (Puccini, viste d'arte, vissi d'amore) de Carmine Gallone et Glauco Pellegrini
- 1955 : Le Village magique de Jean-Paul Le Chanois
- 1955 : Classes élémentaires (Scuola elementare) de Alberto Lattuada
- 1955 : Vous pigez ? de Pierre Chevalier
- 1955 : La Foire aux femmes de Jean Stelli
- 1955 : Leguignon guérisseur de  Maurice Labro
- 1956 : Alerte au deuxième bureau de Jean Stelli
- 1957 : Police judiciaire de Maurice de Canonge
- 1957 : Le Grand Bluff de Patrice Dally
- 1957 : La Peau de l'ours de Claude Boissol
- 1959 : La Dragée haute de Jean Kerchner
- 1961 : Les Dimanches de Ville d'Avray de Serge Bourguignon
- 1961 : Napoléon II, l'aiglon de Claude Boissol
- 1962 : Le Diable et les Dix Commandements de Julien Duvivier, sketch : Un seul dieu tu adoreras
- 1963 : Carambolages de Marcel Bluwal
- 1966 : Qui êtes-vous, Polly Maggoo ? de William Klein
- 1968 : La Coqueluche de Christian-Paul Arrighi
- 1968 : Salut Berthe de Guy Lefranc
- 1969 : La Nuit bulgare de Michel Mitrani
- 1969 : L'Âne de Zigliara ou Une drôle de bourrique de Jean Canolle
- 1970 : La Promesse de l'Aube de Jules Dassin
- 1970 : Laisse aller... c'est une valse de Georges Lautner
- 1972 : Paulina 1880 de Jean-Louis Bertuccelli
- 1981 : La Puce et le Privé de Roger Kay
- 1983 : Fort Saganne d'Alain Corneau

### Télévision

#### En tant qu'acteur
- 1957 : En votre âme et conscience, épisode : Le testament du duc de Bourbon de  Marcel Cravenne
- 1962 : L'inspecteur Leclerc enquête, épisode Les Blousons gris de Marcel Bluwal
- 1964 : Rocambole de Jean-Pierre Decourt : M. de Beaupréau.
- 1965 : Les Cinq Dernières Minutes : Napoléon est mort à Saint-Mandé de Claude Loursais
- 1966 : Le Chevalier d'Harmental de Jean-Pierre Decourt
- 1966 : Les Cinq Dernières Minutes, épisode La Rose de fer de Jean-Pierre Marchand
- 1966 : La Chasse au météore de Roger Iglesis : le juge Proth
- 1967 : L'Ami Fritz de Georges Folgoas: le percepteur Haân[2]
- 1968 : L'Homme de l'ombre de Guy Jorré, épisode L'Aventure
- 1969 : La Main du mort de Guy Jorré
- 1970 : Reportage sur un squelette ou Masques et bergamasques de Michel Mitrani : le monsieur
- 1971 : Arsène Lupin, épisode L'Agence Barnett : le curé
- 1972 : Les Évasions célèbres : épisode Latude ou l'Entêtement de vivre de Jean-Pierre Decourt
- 1973 : Les Nouvelles Aventures de Vidocq, épisode "Vidocq et l'archange" de Marcel Bluwal
- 1977 : Le Loup blanc de Jean-Pierre Decourt
- 1977 : Richelieu ou le Cardinal de Velours de Jean-Pierre Decourt
- 1977 : La Famille Cigale :  Fabien

#### Au théâtre ce soir

##### En tant que comédien
- 1966 : Interdit au public de Roger Dornès et Jean Marsan, mise en scène Jean Le Poulain, réalisation Pierre Sabbagh, théâtre Marigny
- 1968 : Le Système Deux de Georges Neveux, mise en scène René Clermont, réalisation Pierre Sabbagh, théâtre Marigny
- 1970 : Et l'enfer Isabelle ? de Jacques Deval, mise en scène Jacques Mauclair, réalisation Pierre Sabbagh, théâtre Marigny
- 1978 : Miam-miam ou le Dîner d'affaires de Jacques Deval, mise en scène Jean Le Poulain, réalisation Pierre Sabbagh, théâtre Marigny
- 1980 : Danse sans musique de Richard Puydorat et Albert Gray d'après Peter Cheyney, mise en scène René Clermont, réalisation Pierre Sabbagh, théâtre Marigny

##### En tant que metteur en scène
- 1968 : Le Système Deux de Georges Neveux, réalisation Pierre Sabbagh, théâtre Marigny
- 1971 : La lune est bleue de Hugh Herbert, adaptation Jean Bernard-Luc, réalisation Pierre Sabbagh, théâtre Marigny
- 1972 : Adorable Julia de Marc-Gilbert Sauvajon, réalisation Georges Folgoas, théâtre Marigny
- 1973 : Les Quatre Vérités de Marcel Aymé, réalisation Georges Folgoas, théâtre Marigny
- 1973 : Le Complexe de Philémon de Jean Bernard-Luc, réalisation Georges Folgoas, théâtre Marigny
- 1974 : Nick Carter détective de Jean Marcillac, réalisation Georges Folgoas, théâtre Marigny
- 1974 : La Parisienne d'Henry Becque, réalisation Georges Folgoas, théâtre Marigny
- 1974 : Hélène ou la Joie de vivre d'André Roussin et Madeleine Gray d'après le roman de John Erskine, réalisation Georges Folgoas, théâtre Édouard VII
- 1974 : Pluie d'après Somerset Maugham, réalisation Georges Folgoas, théâtre Édouard VII
- 1975 : Le Pape kidnappé de João Bethencourt, adaptation André Roussin, réalisation Pierre Sabbagh, théâtre Édouard VII
- 1975 : Les Hannetons d'Eugène Brieux, réalisation Pierre Sabbagh, théâtre Édouard VII
- 1976 : L'Héritière de Ruth Goetz et Augustus Goetz, réalisation Pierre Sabbagh, théâtre Édouard VII
- 1976 : La Frousse de Julien Vartet, réalisation Pierre Sabbagh, théâtre Édouard VII
- 1977 : La Libellule d'Aldo Nicolaj, réalisation Pierre Sabbagh, théâtre Marigny
- 1977 : L'Archipel Lenoir d'Armand Salacrou, réalisation Pierre Sabbagh, théâtre Marigny
- 1977 : La Balance de Claude Reichman, réalisation Pierre Sabbagh, théâtre Marigny
- 1977 : Caterina de Félicien Marceau, réalisation Pierre Sabbagh, théâtre Marigny
- 1978 : Quadrille de Sacha Guitry, réalisation Pierre Sabbagh, théâtre Marigny
- 1979 : Miss Mabel de Robert Cedric Sherriff, réalisation Pierre Sabbagh, théâtre Marigny
- 1979 : La Gueule du loup de Stephen Wendt, adaptation Marc-Gilbert Sauvajon, réalisation Pierre Sabbagh, théâtre Marigny
- 1980 : Une rose au petit déjeuner de Pierre Barillet et Jean-Pierre Grédy, réalisation Pierre Sabbagh, théâtre Marigny
- 1980 : Danse sans musique de Richard Puydorat et Albert Gray d'après Peter Cheyney, réalisation Pierre Sabbagh, théâtre Marigny
- 1981 : Monsieur Masure de Claude Magnier, réalisation Pierre Sabbagh, théâtre Marigny

#### En tant que réalisateur
- 1980 : La Vie des autres, épisode Demain je me marie